# Stability AI
Stability AI是一家總部位於英國的人工智慧公司，以其開放原始碼的文字轉圖像模型Stable Diffusion而聞名。

## 歷史沿革
Stability AI於2019年由伊馬德・莫斯塔克與賽勒斯・侯德斯共同創立。
2022年8月，Stability AI发布其開放原始碼及權重的文字轉圖像模型Stable Diffusion，因此聲名大噪。
2024年3月23日，伊馬德・莫斯塔克辭去執行長一職。董事會任命營運長黃珊珊（英語：Shan Shan Wong）與技術長克里斯蒂安·拉福特（英語：Christian Laforte）為代理共同執行長。
2024年6月25日，視覺特效公司Weta數位前執行長普雷姆·阿卡拉朱被任命為公司新任執行長。

## 融資與投資者
該公司在資金募集方面的一個重要里程碑，是由Coatue和Lightspeed Venture Partners領投的1.01億美元融資輪，O'Shaughnessy Ventures LLC 也有參與。
2024年6月25日，在宣布普雷姆·阿卡拉朱為新任執行長的同時，Stability AI也宣布完成來自頂級投資集團的初始投資輪，包括 Greycroft、Coatue Management、Sound Ventures、Lightspeed Venture Partners 和 O'Shaughnessy Ventures。創業家、慈善家及Facebook前總裁西恩·帕克加入Stability AI董事會，擔任執行主席。 2024年9月24日，公司宣布電影導演、科技創新者與視覺特效先驅詹姆斯・卡麥隆加入董事會。

## 產品與應用
Stability AI在生成式人工智慧領域最具代表性的成果就是Stable Diffusion──一種能根據文字描述自動生成圖像的AI模型。除了 Stable Diffusion 之外，該公司也開發用於影片、音訊、3D 和文字的生成式人工智慧模型。Stability AI也與ARM合作，將其文字轉音訊模型「Stable Audio Open」優化到搭載Arm處理器的行動裝置上，大幅提升運算效能。

## 訴訟
2023年7月，Stability AI聯合創辦人賽勒斯·侯德斯對執行長伊馬德・莫斯塔克及公司提起訴訟，指控對方以詐欺、虛假陳述與違反受託責任等方式誘使他在2021年10月與2022年5月分兩次，每次僅以100美元出售其15%的公司股份，理由是Stability AI基本上毫無價值。然而在三個月後，Stability AI即以約10億美元募得1.01億美元資金。訴訟指出，以目前估值計算，賽勒斯·侯德斯當初的股份價值超過 1.5億美元。他還指控伊馬德・莫斯塔克濫用公司資金支付個人開銷，包括在倫敦豪宅的租金、奢侈品消費，以及其妻子用公司資金購買的一枚價值9萬美元的鑽戒等。
Getty Images在美國特拉華州聯邦法院對Stability AI提出訴訟，指控該公司未經授權使用逾1,200萬張照片，用於訓練人工智慧圖像生成系統Stable Diffusion。這起訴訟於美國特拉華州聯邦法院提出，屬於有關AI訓練資料集中使用受版權保護素材問題的更廣泛爭議的一部分。Getty Images主張 Stability AI非法複製了這些照片，以提升其模型依據用戶提示生成圖像的準確性。

## 外表連結
- 官方网站